# Johan Hendrik van Wassenaer Obdam
Johan Hendrik van Wassenaer Obdam (Den Haag, 1683 - Den Haag, 1745) was een Nederlandse edelman en staatsman.

## Familie
Johan Hendrik was een zoon van Jacob II van Wassenaer Obdam (1645-1714) en Adriana Sophia van Raesfelt (ovl. 1694). Na het overlijden van zijn vader erfde hij diens Hollandse goederen, waaronder Huis Zuidwijk en de heerlijkheid Wassenaar en Zuidwijk. Zijn broer Unico Wilhelm kreeg de Twentse goederen, waaronder het landgoed Twickel. Na het ongehuwd en kinderloos overlijden van Johan Hendrik in 1745 vererfden zijn goederen op Unico Wilhelm.

## Politieke carrière
Als lid van de Ridderschap van Holland maakte Johan Hendrik deel uit van het bestuur van het gewest Holland. Namens Holland was hij gecommitteerde in de Staten-Generaal en, sinds 1707, lid van de Raad van State.

## Overige functies

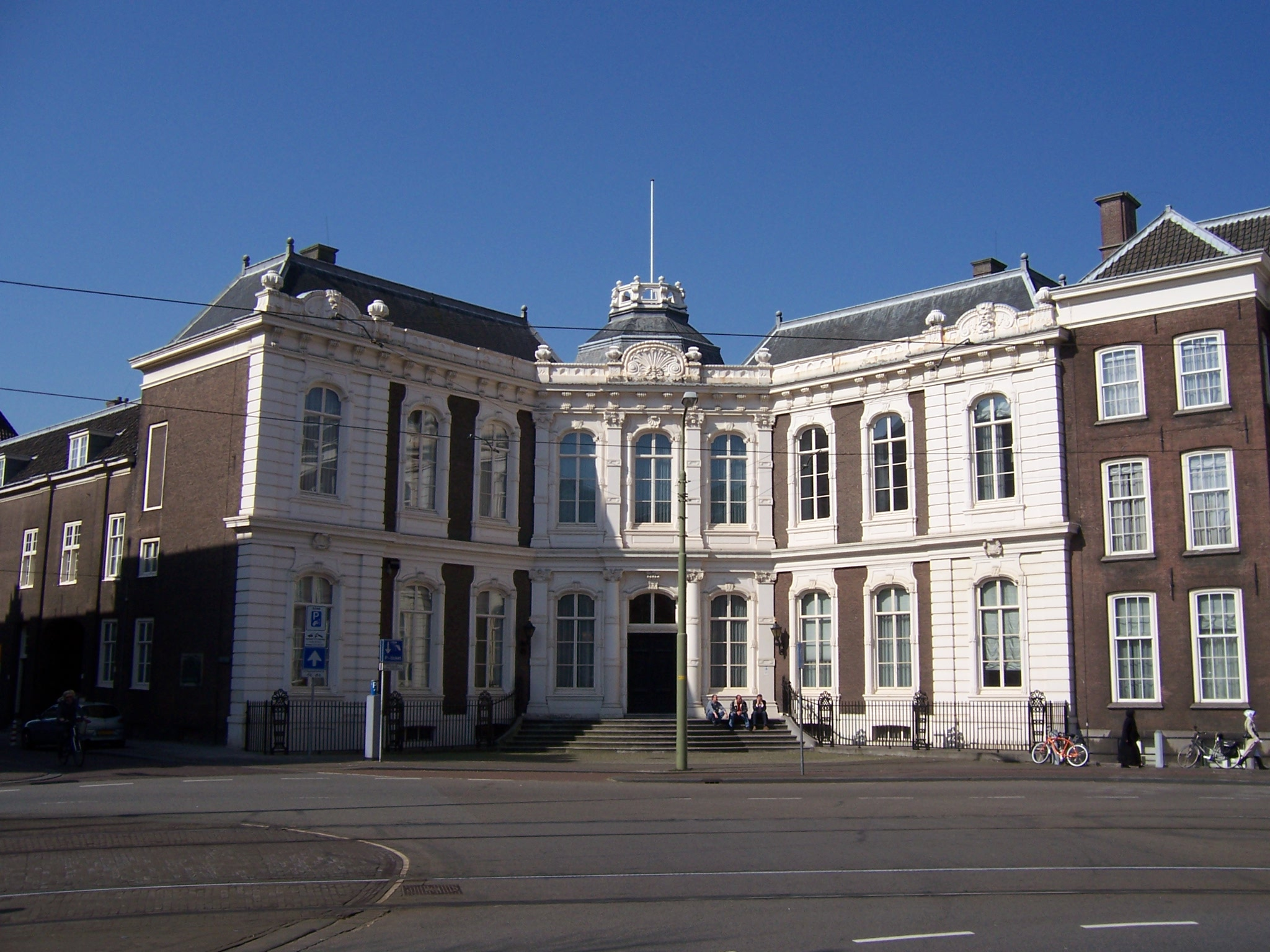
Voorzijde van Paleis Kneuterdijk, het stadspaleis dat Johan Hendrik door Daniël Marot liet ontwerpen op de plaats van een oud familiehuis.

Johan Hendrik had vele functies, zo was hij sinds 1724 luitenant-houtvester en jagermeester-generaal van Holland. Daarnaast vervulde hij vanaf 1737 het ambt van grootzegelbewaarder en stadhouder van de lenen van Holland. Ook was hij rentmeester-generaal van de goederen van de voormalige abdijen Leeuwenhorst en Rijnsburg.
Sinds 1703 was hij hoogheemraad van Rijnland. In 1727 benoemden de Staten van Holland hem tot curator van de Leidse universiteit.

## Huis aan de Kneuterdijk
Johan Hendrik liet een stadspaleis aan de Haagse Kneuterdijk bouwen, het huidige Paleis Kneuterdijk, naar ontwerp van Daniël Marot.